# زیارت (فیلم ۲۰۱۷)
زیارت (به انگلیسی: Pilgrimage) یک فیلم قرون وسطای ایرلندی به کارگردانی برندان مالدونی است. تام هالند، ریچارد آرمیتاژ و جان برنثال در این فیلم به ایفای نقش پرداخته‌اند. فیلم اولین بار در ۲۳ آوریل ۲۰۱۷ در جشنواره فیلم ترایبکا در بخش «دیدگاه‌ها» به نمایش درآمد.

## داستان
داستان فیلم در سال ۱۲۰۹ میلادی در ایرلند اتفاق می‌افتد و شرح سفر گروهی از راهبان برای انتقال باارزش‌ترین عتیقهٔ صومعه‌شان به رم است اما آن‌ها رفته رفته با خطرهای بیشتری در راهشان مواجه می‌شوند و با منطقه‌ای که به دلیل جنگ در قبایل از هم پاشیده روبه‌رو می‌شوند.

## بازیگران
- تام هالند در نقش برادر دیارموئید
- ریچارد آرمیتاژ در نقش ریموند دو مرویل
- جان برنثال در نقش میوت
- جان لینچ در نقش برادر سیاران
- استنلی وبر در نقش فرار جرالدوس
- اریک گودون در نقش بارون دو مرویل
- هیو اوکنور در نقش برادر کاتال
- تریستان مک کانل در نقش دوگالد
- ایون جئوگگان در نقش کروبدرج
- رائیدری کانروی در نقش برادر روآ

## فیلمبرداری
فیلمبرداری در آوریل ۲۰۱۵ آغاز شد. مکان‌های فیلمبرداری شامل ساحل غربی ایرلند و آردن در بلژیک بود.

## پذیرش
کیتی والش از لس آنجلس تایمز در نقد خود نوشت: «با وجود تمام خشونت و خونریزی‌ها، زیارت یک فیلم فوق‌العاده است که جزئیات این دورهٔ تاریخی را با دقت به تصویر می‌کشید.»